# 1299 Mertona
Az 1299 Mertona (ideiglenes jelöléssel 1934 BA) a Naprendszer kisbolygóövében található aszteroida. G. Reiss fedezte fel 1934. január 18-án, Algírban.